# Gustavo Poyet
Gustavo Augusto Poyet Dominguez (ur. 15 listopada 1967 w Montevideo) – urugwajski piłkarz grający na pozycji pomocnika.

## Kariera piłkarska
Jego pierwszym klubem było Grenoble Foot 38, jednak grał tam tylko w sezonie 1988/1989. Następny rok spędził w ojczyźnianym River Plate Montevideo, skąd w 1990 roku kupił go Real Saragossa. Razem z nim Poyet wygrał Puchar Króla Hiszpanii w 1994 roku oraz Puchar Zdobywców Pucharów rok później pokonując w finale Arsenal FC. W trakcie tego meczu nosił opaskę kapitańską. Dla hiszpańskiego klubu zdobył łącznie 63 bramki w 239 meczach, jakie rozegrał w jego barwach.
W czerwcu 1997 roku przeszedł do Chelsea na zasadzie wolnego transferu. Niedługo po transferze nabawił się kontuzji, która na pewien czas wykluczyła go z gry, zdołał jednak wrócić na wygrany przez The Blues finał Pucharu Zdobywców Pucharów z VfB Stuttgart. W następnym sezonie zdobył 14 goli i uplasował się na drugim miejscu w rankingu najlepszych klubowych strzelców. Chelsea zajęła trzecie miejsce w tabeli Premiership. W sezonie 1999/2000 strzelił 18 goli, między innymi obydwa zdobyte w półfinale Pucharu Anglii przeciwko Newcastle United. Chelsea zdobyła Puchar Anglii i dotarła do ćwierćfinałów do Ligi Mistrzów. Łącznie wystąpił w barwach The Blues 145 razy i zaliczył 49 trafień.
Wraz z nastaniem na Stamford Bridge ery Claudia Ranieriego skończyła się era Poyeta. Nowy trener chciał obniżyć średnią wieku w drużynie, w wyniku czego Poyet został sprzedany do Tottenhamu Hotspur za 2,2 miliona funtów w maju 2001 roku. W drużynie Kogutów grał do roku 2004. Pojawił się w 82 meczach, strzelił 18 goli.
W latach 1993–2000 grał w reprezentacji Urugwaju. Razem z drużyną narodową wygrał Copa America w 1995 roku,
został wtedy wybrany piłkarzem turnieju. Łącznie reprezentował barwy swojego kraju 26 razy, strzelił 3 gole.

## Kariera trenerska
W czerwcu 2006 roku został asystentem menedżera Swindon Town. Następnie pełnił tę samą funkcję w Leeds United i Tottenhamie Hotspur.
10 listopada 2009 roku został trenerem Brighton & Hove Albion. W swoim pierwszym sezonie zwyciężył w League One i został wybrany najlepszym menedżerem ligi. W czerwcu 2013 roku został zwolniony.
8 października 2013 roku został trenerem Sunderlandu.